# Biou (Burkina Faso)
Pour les articles homonymes, voir Biou.
Biou est une localité située dans le département de Barsalogho de la province du Sanmatenga dans la région Centre-Nord au Burkina Faso.

## Géographie
Biou est administrativement rattaché (avec Koulholé) au village de Tatoukou.

## Éducation et santé
Le centre de soins le plus proche de Biou est le centre médical avec antenne chirurgicale (CMA) de Barsalogho tandis que le centre hospitalier régional (CHR) se trouve à Kaya.